# Bela Vista (Angola)
Bela Vista és una comuna d'Angola que forma part del municipi d'Ambriz dins la província de Bengo.